# Ideale (etica)

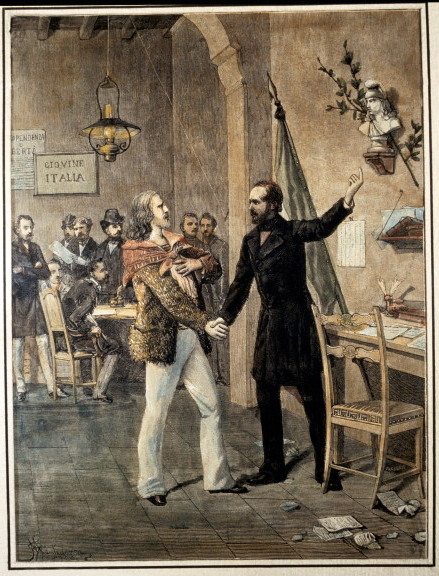
Garibaldi aderisce agli ideali mazziniani della Giovine Italia (incisione al Museo del Risorgimento, Torino)

Un ideale è generalmente un modello di perfezione appartenente a una dimensione astratta o avulsa dalla realtà, che funge tuttavia da sprone all'agire pratico al fine di concretizzarlo in una manifestazione tangibile, o per conformare ad esso la propria condotta.
Si tratta pertanto di un concetto ricorrente nell'etica, nella filosofia pratica, oltre che nell'estetica.

## Gli ideali in filosofia
Come suggerisce l'etimologia, tra i significati che Platone assegnava alle idee dell'iperuranio vi era anche quello corrispondente alla nozione odierna di ideale o valore:
le idee platoniche sono infatti dei principi trascendenti, che rappresentano il modello assoluto di riferimento per una vita giusta e saggia, in ambito scientifico, morale ed estetico, poiché esse rappresentano la qualità somma di ogni oggetto terreno.

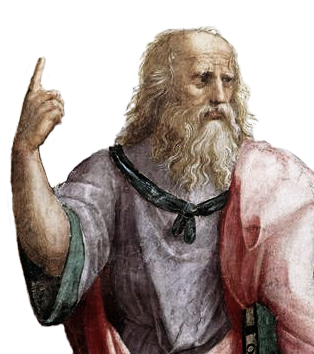
Platone addita la trascendenza degli ideali (affresco di Raffaello, dettaglio dalla Stanza della Segnatura ai Musei Vaticani)

Mentre nel mondo sensibile queste qualità sussistono solo come predicati o attributi delle singole realtà, per cui ad esempio si considera «bello» un quadro, «vero» un enunciato, «buona» una condotta, nel mondo iperuranio le idee costituiscono il Vero in sé, il Buono in sé, il Bello in sé, di cui quelle realtà sono semplici partecipazioni.
Le idee sono cioè il fine e la destinazione di ogni entità empirica, dotate inoltre di pienezza ontologica, nel senso che la realtà ideale era per Platone più vera e autentica di quella che appare ai sensi, sicché più si sale nella gerarchia dei valori, maggiore è il progressivo incremento dell'essere. Da qui nacque il problema, variamente risolto lungo la storia della filosofia, di giustificare la tensione ideale verso delle forme supreme già realizzate e compiute in sé, che dunque non hanno bisogno di ulteriore attuazione.
Presso il neoplatonismo, ad esempio, la dimensione ideale verrà concepita non più come un Essere statico e immutabile, ma come un continuo divenire, un perenne attuarsi e prodursi da sé con cui al contempo esso produce anche il mondo, oscillando tra i due poli opposti ma complementari della realtà sovrasensibile e di quella terrena.
Per Kant e Schiller un ideale è un'idea individuale, priva però di valore ontologico, che ha il compito di guidare in senso puramente regolativo la condotta della ragion pratica e il sentire estetico. In età romantica la tensione verso gli ideali connotò fin nel nome la corrente filosofica conosciuta come «idealismo» tedesco: questa, connotata da un vivo senso etico, con Fichte e Schelling tornò a dare forza costitutiva all'ideale, concependo l'Idea universale come un porre sé stessa su un piano individuale, con cui per un verso si auto-limita, ma che dall'altro essa cerca di superare per affermare la sua libertà in un processo pratico infinito.
Hegel, ancorato a una visione immanente dello Spirito, restrinse invece il termine ideale all'ambito dell'arte: il suo compito è la rappresentazione sensuale dell'Idea assoluta appunto come ideale.

## Ideale come utopia

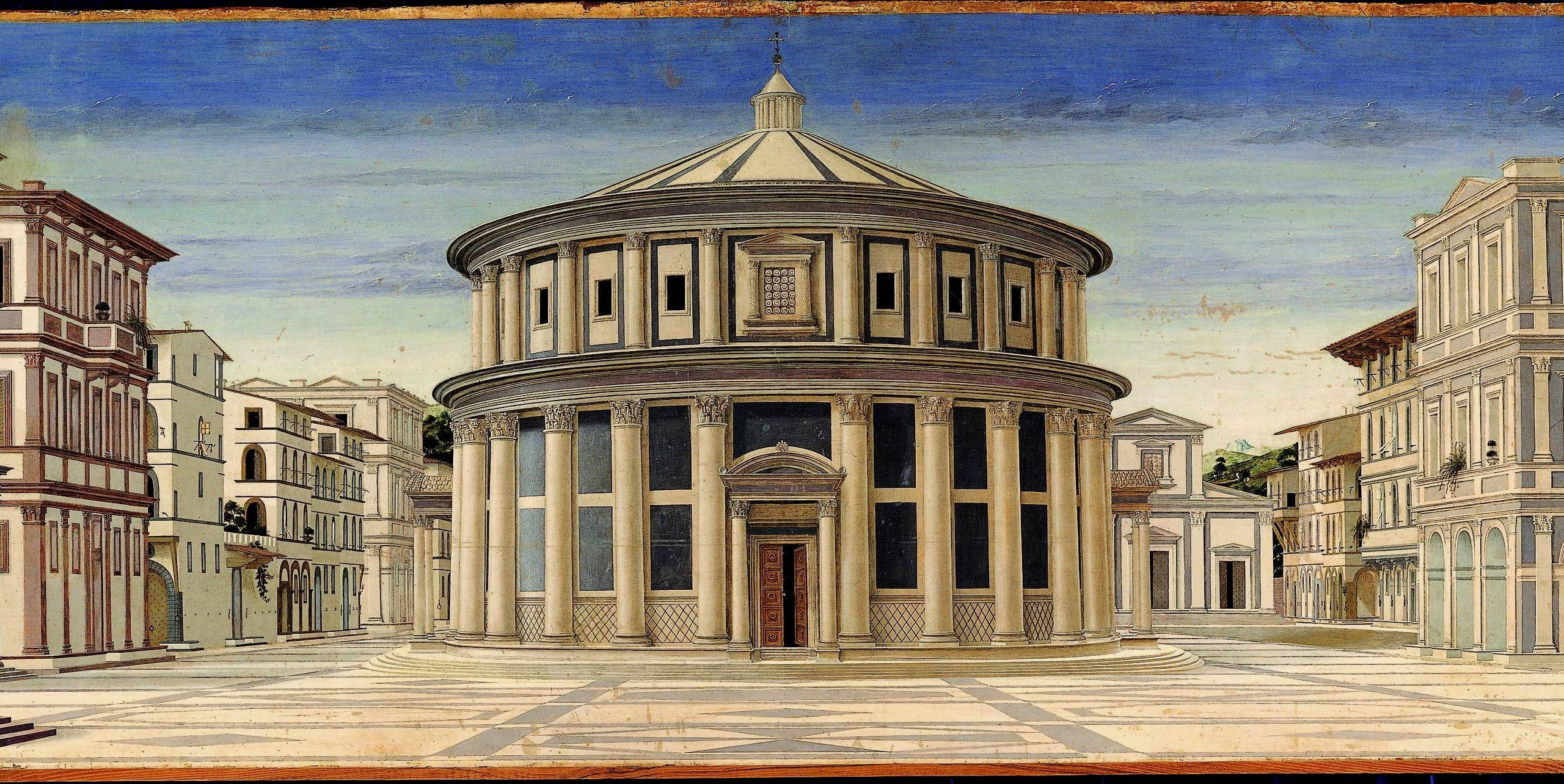
Rappresentazione rinascimentale di una città ideale (Galleria Nazionale delle Marche, Urbino)

Diversamente dall'accezione platonica, il termine ideale può essere oggi utilizzato come sinonimo di «teorico» contrapposto a «reale», per fare riferimento a principi privi di consistenza, immaginari, o attinenti al sogno e alla fantasia.
Nel caso in cui un ideale così inteso si dimostri del tutto irrealizzabile, o tenda a una meta irraggiungibile, si parla più comunemente di utopia, dal nome dell'isola immaginaria teorizzata da Tommaso Moro nel Cinquecento. Un'utopia assomma in sé una forte critica dell'esistente, protesa tenacemente verso un nuovo sistema politico-sociale vagheggiato come modello, all'impossibilità di darvi attuazione, consapevole della sua natura fittizia e illusoria.
Varie forme di utopie connotate da una forte carica ideale sono state formulate nel corso della storia umana, nell'ambito della filosofia politica come pure della pedagogia e dell'estetica, a cominciare dallo Stato ideale descritto da Platone nella sua Repubblica.
Anche il Rinascimento fu contraddistinto da numerose tensioni ideali che miravano a rinnovare la società e a formare un nuovo modello di umanità. Fra la letteratura utopica di quest'epoca, oltre all'opera già ricordata di Tommaso Moro, ne furono esempi La nuova Atlantide di Francesco Bacone, o la Città del Sole di Tommaso Campanella.

## L'ideale in politica

La libertà che guida il popolo (di Eugène Delacroix)

Gli ideali hanno svolto un ruolo fondamentale anche in politica, soprattutto a partire dalla Rivoluzione francese, basata sui principi di «Libertà, Uguaglianza, Fratellanza», e poi lungo il corso dell'Ottocento, dando luogo ai vari movimenti di liberazione per l'indipendenza nazionale dei popoli.
Connotati da forti tensioni spirituali, tradotte sul piano filosofico nelle correnti romantiche dell'idealismo e dello spiritualismo, gli ideali politici di quest'epoca miravano alla libertà dall'oppressione e alla rivendicazione dell'identità storica delle nazioni.
Il significato politico di ideale può essere accostato in quest'ambito a quello di ideologia: mentre tuttavia il primo riguarda più che altro i valori ambìti e fatti propri da un individuo, la seconda rappresenta la loro traduzione in un impianto dottrinale, con cui orientare un determinato gruppo sociale. A differenza degli ideali, infatti, che possono venire intesi come tendenze utopiche rivolte al trascendente, l'ideologia suole proporsi come immanenza della teoria nella storia.

## L'ideale in psicologia
Secondo la psicologia di orientamento freudiano, un ideale agisce sia come introiezione di un modello, che diventa parte dell'identità personale, sia come imitazione di esso, al quale conformare la propria condotta.
L'idealizzazione rivolta dall'Io del bambino alle figure dei genitori, dei maestri, o in generale di personaggi elevati al rango di eroi, va a formare la struttura psichica del super-io, responsabile della sua coscienza morale da adulto.